# Los Héroes (Metro de Lima y Callao)
Los Héroes es el nombre asignado a la penúltima futura estación de la línea 3 del Metro de Lima y Callao en Perú. La estación será construida de manera subterránea en el distrito de San Juan de Miraflores.